# Automeris despicatoides
Automeris despicatoides é uma espécie de mariposa do gênero Automeris, da família Saturniidae.
Sua ocorrência foi registrada no Peru, Junín, Rio Venado, vilarejo de Sunin, a 1.050 m de altitude.